# Estado de Judea

Propuesta de bandera de Judea

El Estado de Judea (en hebreo: מְדִינַת יְהוּדָה, Medīnat Yəhuda) es un estado propuesto en Cisjordania por colonos judíos israelitas. Tras la declaración de "Estado Palestino", algunos activistas colonos temieron que la presión internacional llevaría a Israel a retirarse de Cisjordania y buscaron sentar las bases para un estado judío ortodoxo en Cisjordania si esto sucedía. El establecimiento de este estado fue anunciado en un hotel de Jerusalén el 27 de diciembre de 1988. El veterano Kahanista, Michael Ben-Horin, fue declarado presidente del estado de Judea.En enero de 1989, varios cientos de activistas se reunieron y anunciaron su intención de crear un estado de este tipo si Israel se retiraba.

Ubicación propuesta del Estado de Judea

La idea revivió tras el plan de retirada unilateral que resultó en la retirada forzosa de los colonos judíos de Gaza por parte de la Fuerzas de Defensa de Israel en 2005. En 2007, el rabino Shalom Dov Wolpo sugirió el establecimiento de un nuevo estado en Cisjordania en caso de retirada israelí.

## Bandera
La bandera de Judea es muy similar a la bandera de Israel. Al igual que la bandera de Israel, muestra un símbolo azul sobre un fondo blanco, entre dos franjas azules horizontales, pero a diferencia de la bandera de Israel, el símbolo es una menorá del Templo en lugar de una estrella de David. Otra versión presenta una estrella de David de un tipo diferente al que aparece en la bandera de Israel, junto con algunos otros símbolos.